# Teknikbegrepp inom fordonsbelysning
Denna artikel avhandlar teknikbegrepp, klasser, kategorier, koder m.m. när det gäller fordonsbelysning.

## Hänvisningar till UNECE
Denna artikel har omfattande hänvisning till delar ur UNECE avseende fordonsbelysning där det sammanlänkande dokumentet är ECE-reglemente 48. Nedan är en lista över de olika föreskrifter som refereras i denna artikel.
- Strålkastare för klassisk glödlampa (Volframlampa) är beskrivet i ECE Regulation No. 1[3].
- Reflexer är beskrivet i ECE Regulation No. 3[4].
- Skyltlykta är beskrivet i ECE Regulation No. 4[5].
- Strålkastare av klassisk sealed beam-typ är beskrivet i ECE Regulation No. 5[6].
- Körriktningsvisare är beskrivet i ECE Regulation No. 6[7].
- Positionslyktor är beskrivet i ECE Regulation No. 7[8].
- Enkeltråds halogenstrålkastare är beskrivet i ECE Regulation No. 8[9].
- Dubbeltråds halogenstrålkastare är beskrivet i ECE Regulation No. 20[10].
- Sealed beam halogenstrålkastare är beskrivet i ECE Regulation No. 31[11].
- Strålkastare för motorcykel för klassisk glödlampa (Volframlampa) är beskrivet i ECE Regulation No. 57[12].
- Varningslykta är beskrivet i ECE Regulation No. 65[13].
- Strålkastare för motorcykel för halogenlampa är beskrivet i ECE Regulation No. 72[14].
- Strålkastare för gasurladdningslampa är beskrivet i ECE Regulation No. 98[15].
- Reflekterande Märkmaterial är beskrivet i ECE Regulation No 104[16].
- Huvudstrålkastare med asymmetriskt halvljus är beskrivet i ECE Regulation No. 112[17] (Detta dokument ersätter i viss utsträckning tidigare dokument).
- Huvudstrålkastare med symmetriskt halvljus är beskrivet i ECE Regulation No. 113[18].
- Kurvtagningslykta är beskrivet i ECE Regulation No. 119[19].

## Godkännande

### UNECE (E-märkning)

Märkning E-godkännande

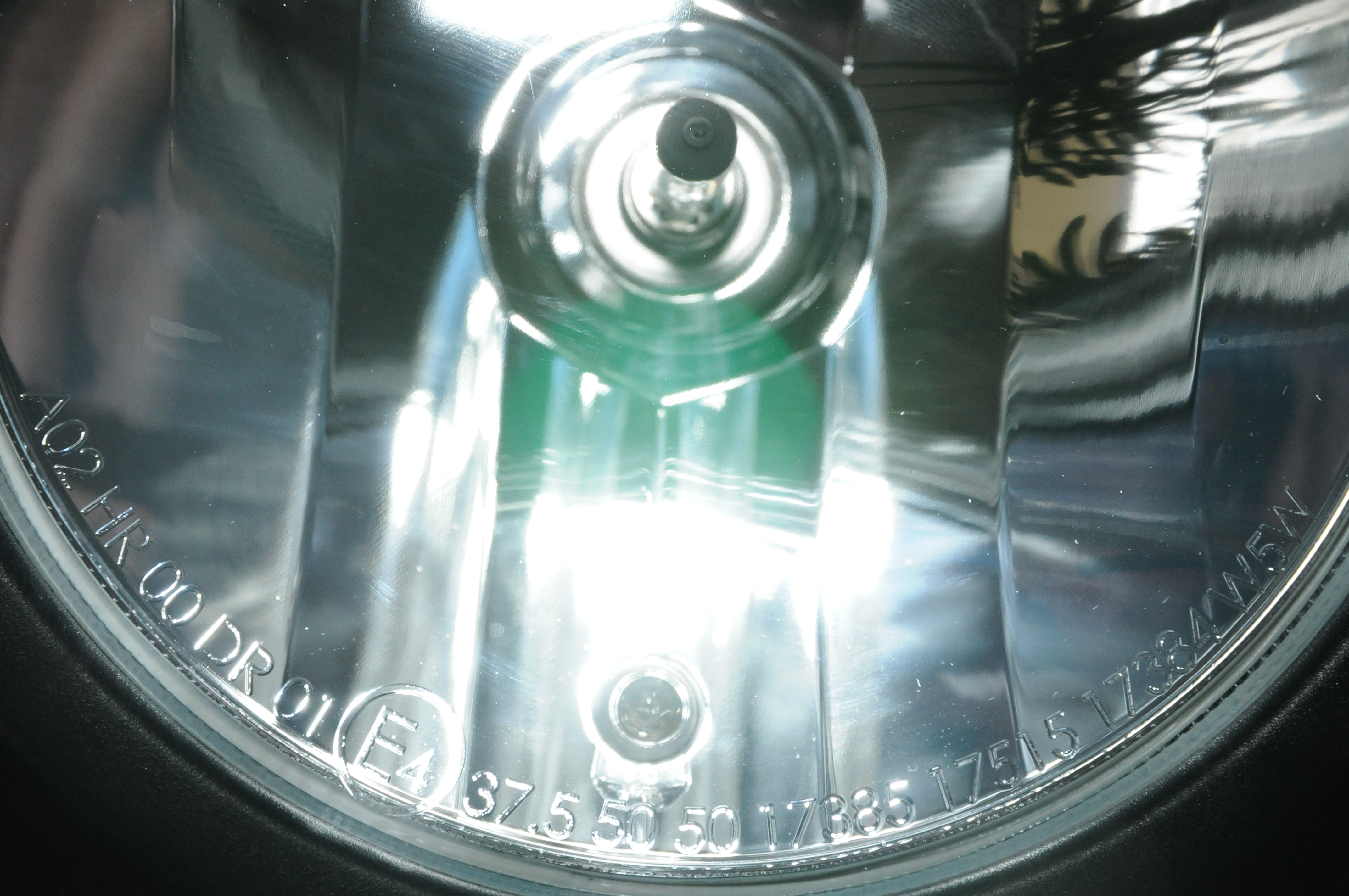
E-godkänd lykta för både Halogenlampa (HR) och Gasurladdningslampa (DR).

Detta är ett godkännandemärke som ursprungligen gällde för europa, men numera är världsomfattande och hanteras genom Förenta Nationerna (FN) genom FN:s ekonomiska kommission för Europa. Det finns vissa diskussioner om huruvida det skall ändras till ett annat märke för att undvika association till europa.
Godkännandemärket består av ett E i en cirkel eller ett e i en rektangel och ett nummer. Numret indikerar i vilket land som godkännandet har utförts.
Se vidare under Lyktmärkning.

### USA:National Highway Traffic Safety Administration
Godkännande sker enligt Federal Motor Vehicle Safety Standard 108.

## Klasser

### Huvudstrålkastare med asymmetriskt halvljus

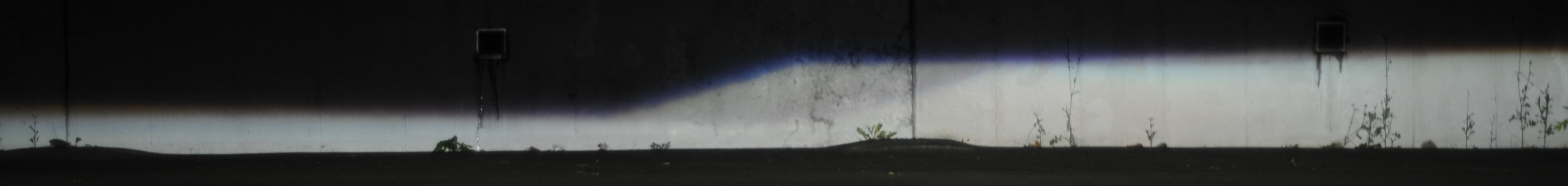
Asymmetrisk halvljusbild.

Huvudstrålkastare med asymmetriskt halvljus delas in i olika klasser beroende på intensitet.
- Huvudstrålkastare med asymmetriskt halvljus är beskrivet i ECE Regulation No. 112[17].

Notera att Huvudstrålkastare med gasurladdningslampa (HID) är beskrivet i ECE Regulation No. 98 och saknar klassindelning. Denna typ av lampa är oftast en Xenonlampa.
| Klass | Kommentar                                                        |
| ----- | ---------------------------------------------------------------- |
| A     | Vanligen klassiskt glödtrådsljus. (Volframlampa)                 |
| B     | Vanligen halogenljus (Halogenlampa), kan även vara LED.          |
| HID   | Gasurladdningslampa. (Ej en egen klass i ECE Regulation No. 112) |

### Huvudstrålkastare med symmetriskt halvljus
Huvudstrålkastare med symmetriskt halvljus delas in i olika klasser beroende på intensitet.
Dessa förekommer normalt endast på motorcyklar och andra tvåhjuliga fordon samt veteranfordon.
- Huvudstrålkastare med symmetriskt halvljus är beskrivet i ECE Regulation No. 113[18].

| Klass | Min Intensitet Halvljus (lumen) | Max Intensitet Halvljus (lumen) | Kommentar                                       |
| ----- | ------------------------------- | ------------------------------- | ----------------------------------------------- |
| A     | 150                             | 900                             | Vanligen klassiskt glödtrådsljus (volframlampa) |
| B     | 350                             | 1000                            |                                                 |
| C     | 500                             | 2000                            |                                                 |
| D     | 1000                            | 2000                            |                                                 |
| E     | 2000                            | -                               | Vanligen gasurladdningslampor (HID).            |

### Reflexer
- Reflexer är beskrivet i ECE Regulation No. 3[4].

Klassnumrering med romerska siffror.
| Klass | Benämning                                                              |
| ----- | ---------------------------------------------------------------------- |
| I A   | Fristående icke-triangulär reflex.                                     |
| I B   | Icke-triangulär reflex integrerad i lykta eller annan del av fordonet. |
| III A | Fristående triangulär reflex.                                          |
| III B | Triangulär reflex integrerad i lykta eller annan del av fordonet.      |
| IV A  | Fristående icke-triangulär reflex med en yta på minst 25 cm².          |

Med "icke-triangulär reflex" accepteras former på reflexen i form av O, I, U eller 8. Den skall inte vara lätt att förväxla med en bokstav eller en siffra.

### Reflekterande Märkmaterial
- Reflekterande Märkmaterial är beskrivet i ECE Regulation No 104[16].

| Klass | Benämning |
| ----- | --- |
| C     | För reflekterande material avsett för kontur / strip-märkning. |
| D     | För reflekterande material avsett för distinkta markeringar / grafik inom en begränsad yta. |
| D/E   | För reflekterande material avsett för distinkta markeringar eller grafik som bas eller bakgrund i tryckningsprocess för fullt färgade logotyper och märkningar av klass "E" som uppfyller kraven för klass "D". |
| E     | För reflekterande material avsett för distinkta markeringar / grafik inom en större yta. |

## Lyktmärkning
Lyktmärkningen anger vilket syfte lyktan har. D.v.s. det godkända användningsområdet.

### Signal och positionslyktor
- Skyltlykta är beskrivet i ECE Regulation No. 4[5]
- Körriktningsvisare är beskrivet i ECE Regulation No. 6[7].
- Positionslyktor är beskrivet i ECE Regulation No. 7[8].
- Varningslykta är beskrivet i ECE Regulation No. 65[13]
- Kurvtagningslykta är beskrivet i ECE Regulation No. 119[19].

| Kategori | Benämning |
| -------- | --- |
| 1        | Främre lykta för Körriktningsvisare avsedd att monteras minst 40 mm från Huvudstrålkastare.                                        |
| 1a       | Främre lykta för Körriktningsvisare avsedd att monteras 20 till 40 mm från Huvudstrålkastare.                                      |
| 1b       | Främre lykta för Körriktningsvisare avsedd att monteras som mest 20 mm från Huvudstrålkastare.                                     |
| 2a       | Bakre lykta för Körriktningsvisare.                                                                                                |
| 2b       | Bakre lykta för Körriktningsvisare med variabel ljusstyrka.                                                                        |
| 5        | Sidomonterad lykta för Körriktningsvisare.                                                                                         |
| 6        | Sidomonterad lykta för Körriktningsvisare som är specifik för fordonssida höger eller vänster.                                     |
| A        | Främre positionslykta. |
| AM       | Främre breddmarkeringslykta. |
| AR       | Backningsstrålkastare. |
| B        | Dimbaklykta. |
| F        | Dimbaklykta, uppdaterade prestandakrav.                                                                                            |
| IA       | Retro-reflektor. (Reflex) |
| K        | Kurvtagningslykta. |
| L        | Skyltlykta. |
| R        | Bakre positionslykta. |
| R1       | Bakre positionslykta, fast ljusstyrka.                                                                                             |
| R2       | Bakre positionslykta, variabel ljusstyrka.                                                                                         |
| RM       | Bakre breddmarkeringslykta. |
| RL       | Varsellykta. |
| S1       | Stopplykta (Vänster eller höger), fast ljusstyrka.                                                                                 |
| S2       | Stopplykta (Vänster eller höger), variabel ljusstyrka.                                                                             |
| S3       | Stopplykta (Högt mittmonterad), fast ljusstyrka.                                                                                   |
| S4       | Stopplykta (Högt mittmonterad), variabel ljusstyrka.                                                                               |
| SM1      | Sidomarkeringslykta, högprestanda. (Större fordon)                                                                                 |
| SM2      | Sidomarkeringslykta, lågprestanda. (Personbil)                                                                                     |
| Txn      | Rundstrålande Varningslykta där: x={A=Orangegult, R=Rött, B=Blått} sken. n={1=Class 1; en ljusstyrka, 2=Class 2; två ljusstyrkor}. |
| Xxn      | Riktad Varningslykta där: x={A=Orangegult, R=Rött, B=Blått} sken. n={1=Class 1; en ljusstyrka, 2=Class 2; två ljusstyrkor}.        |

- Bokstaven D anger att enheten är en del av en lampa med två ljuskällor.
- Bokstaven Y anger att enheten är en del av ett ömsesidigt beroende system av lampor.

### Strålkastare
- Strålkastare för klassisk glödlampa (Volframlampa) är beskrivet i ECE Regulation No. 1[3].
- Strålkastare av klassisk sealed beam-typ är beskrivet i ECE Regulation No. 5[6].
- Enkeltråds halogenstrålkastare är beskrivet i ECE Regulation No. 8[9].
- Dubbeltråds halogenstrålkastare är beskrivet i ECE Regulation No. 20[10].
- Sealed beam halogenstrålkastare är beskrivet i ECE Regulation No. 31[11].
- Strålkastare för motorcykel för klassisk glödlampa (Volframlampa) är beskrivet i ECE Regulation No. 57[12].
- Strålkastare för motorcykel för halogenlampa är beskrivet i ECE Regulation No. 72[14].
- Strålkastare för gasurladdningslampa är beskrivet i ECE Regulation No. 98[15].
- Huvudstrålkastare med asymmetriskt halvljus är beskrivet i ECE Regulation No. 112[17] (Detta dokument ersätter i viss utsträckning tidigare dokument).
- Huvudstrålkastare med symmetriskt halvljus är beskrivet i ECE Regulation No. 113[18].

| Kod  | Klass | Benämning                                                   |
| ---- | ----- | ----------------------------------------------------------- |
| B    |       | Främre Dimljus                                              |
| C    | A     | Halvljus                                                    |
| CR   | A     | Helljus och Halvljus, båda ljustyperna får lysa samtidigt.  |
| C/R  | A     | Helljus och Halvljus, endast en ljustyp får lysa åt gången. |
| DC   | HID   | Halvljus.                                                   |
| DCR  | HID   | Helljus och Halvljus, båda ljustyperna får lysa samtidigt.  |
| DC/R | HID   | Helljus och Halvljus, endast en ljustyp får lysa åt gången. |
| DR   | HID   | Helljus / Extraljus.                                        |
| F3   |       | Främre Dimljus, uppdaterade prestandakrav.                  |
| HC   | B     | Halvljus.                                                   |
| HCR  | B     | Helljus och Halvljus, båda ljustyperna får lysa samtidigt.  |
| HC/R | B     | Helljus och Halvljus, endast en ljustyp får lysa åt gången. |
| HR   | B     | Helljus / Extraljus.                                        |
| MB   |       | Strålkastare för motorcykel.                                |
| MD   |       | Integrerad LED Modul.                                       |
| R    | A     | Helljus / Extraljus.                                        |
| RL   |       | Varsellykta (DRL).                                          |

- Kod PL avser plastlins för Strålkastare och kan finnas som tillägg till ovanstående koder.
- Strålkastare av Sealed Beam-typ har inga specifika koder, men kan ha texten "Sealed Beam".
- Halogenstrålkastare godkänd för motorcykel skall ha märkning med / efter halvljuskoden.[12] Detta innebär att HC/R är tillåtet, men inte HCR.

### Pilmarkering
På vissa lyktor kan det finnas en pil →. Denna avser vilken sida som lyktan är godkänd för montering där pilen skall peka utåt.
Undantag är för halvljuslyktor där följande gäller:
| Kod           | Benämning |
| ------------- | --- |
| (Ingen pil)   | Lyktan avsedd för högertrafik.                                                                                                  |
| → (Enkelpil)  | Lyktan avsedd för vänstertrafik.                                                                                                |
| ↔ (Dubbelpil) | Lyktan omställbar mellan vänstertrafik och högertrafik. I detta fall bör det stå i fordonets handbok hur man ställer om lyktan. |

### Märkning enligtSAE/DOT
Följande funktionskoder för lyktor enligt SAE J759:
| Kod  | Beskrivning |
| ---- | --- |
| A    | Reflex |
| A2   | Bredvinklig Reflex |
| C    | Halvljuslykta motorcykel |
| D    | Körriktningsvisare motorcykel                                                                                               |
| E    | Sidomonterad Körriktningsvisare på fordon längre än 12 meter.                                                               |
| E2   | Sidomonterad Körriktningsvisare på fordon kortare än 12 meter.                                                              |
| F    | Dimstrålkastare |
| F2   | Dimbaklykta. |
| F3   | Dimstrålkastare, uppdaterade prestandakrav.                                                                                 |
| G    | Lastbelysning (Arbetsbelysning).                                                                                            |
| H    | Huvudstrålkastare av "Sealed Beam"-typ.                                                                                     |
| HG   | Huvudstrålkastare med gasurladdningslampa.                                                                                  |
| HH   | Huvudstrålkastare med "Sealed Beam"-kapsling.                                                                               |
| HL   | Huvudstrålkastare med LED-lampa.                                                                                            |
| HR   | Huvudstrålkastare med utbytbar halogenlampa.                                                                                |
| I    | Körriktningsvisare, främre.                                                                                                 |
| I3   | Körriktningsvisare, främre, avstånd 75 till 99 mm från halvljuslyktan.                                                      |
| I4   | Körriktningsvisare, främre, avstånd 60 till 74 mm från halvljuslyktan.                                                      |
| I5   | Körriktningsvisare, främre, avstånd mindre än 60mm från halvljuslyktan.                                                     |
| I6   | Körriktningsvisare, bakre (även främre om fordonet har en bredd på minst 2032 mm (80 tum).                                  |
| I7   | Körriktningsvisare, främre, avstånd mindre än 60mm från halvljuslyktan om fordonet har en bredd på minst 2032 mm (80 tum).  |
| K    | Främre kurvtagningslykta.                                                                                                   |
| K2   | Bakre kurvtagningslykta. |
| L    | Skyltlykta. |
| M    | Huvudstrålkastare motorcykel.                                                                                               |
| N    | Huvudstrålkastare moped. |
| O    | Arbetsbelysning, sökarljus.                                                                                                 |
| P    | Främre positionslykta. |
| P2   | Breddmarkeringslykta, Sidomarkeringslykta och/eller Identifieringslykta.                                                    |
| P3   | Breddmarkeringslykta, Sidomarkeringslykta och/eller Identifieringslykta om fordonet har en bredd på minst 2032 mm (80 tum). |
| PC   | Kombinerad Breddmarkeringslykta och/eller Sidomarkeringslykta. (lastbil)                                                    |
| PC2  | Kombinerad Breddmarkeringslykta och/eller Sidomarkeringslykta om fordonet har en bredd på minst 2032 mm (80 tum).           |
| R    | Backningsstrålkastare. |
| S    | Stopplykta. |
| S2   | Stopplykta om fordonet har en bredd på minst 2032 mm (80 tum).                                                              |
| T    | Bakre positionslykta. |
| T2   | Bakre positionslykta om fordonet har en bredd på minst 2032 mm (80 tum).                                                    |
| U    | Kompletterande högt monterad Stopplykta och Körriktningsvisare.                                                             |
| U2   | Kompletterande högt monterad Stopplykta och Körriktningsvisare om fordonet har en bredd på minst 2032 mm (80 tum).          |
| U3   | Högt placerat mittmonterat bromsljus för personbil.                                                                         |
| W    | varningslykta för utryckningsfordon och underhållsfordon.                                                                   |
| W2   | Röd eller orangegul varningslykta för skolbuss.                                                                             |
| W3   | Rundstrålande varningslykta                                                                                                 |
| W4   | varningslykta/varningsenhet för utryckningsfordon                                                                           |
| W5-1 | Rundstrålande varningslykta av blixtljustyp, klass 1.                                                                       |
| W5-2 | Rundstrålande varningslykta av blixtljustyp, klass 2.                                                                       |
| W5-3 | Rundstrålande varningslykta av blixtljustyp, klass 3.                                                                       |
| Y    | Extraljus. |
| Y2   | Varsellykta. |
| Z    | Kompletterande halvljusstrålkastare.                                                                                        |

## Ljusbild

Exempel på genomskärning av ljusbild.
Exempel på utbredning av ljusbild.

En viktig egenskap hos Strålkastare är ljusbilden. Den hänger samman med referenstalet, men ger mer information om var huvuddelen av ljuset placeras från strålkastaren i form av en eller två grafer. Dessa grafer är betydligt mer användbara och nyttiga än referenstalet.
Den vanligaste grafen som representerar ljusbilden för en strålkastare är den som anger utbredningen. Men även den graf som visar genomskärningen av ljusbilden är intressant eftersom den tydligare visar hur pass användbar ljusbild som strålkastaren ger.
Ljusbilden anger hur huvuddelen av ljuset fördelas. En ljusbild kan i grunden vara kort och bred eller lång och smal. Men ljusbilden kan också ha olika fördelning i höjd och här ser man skillnad på kvalitet hos lyktor. Ljuset skall vara bredare än det är högt och vara symmetriskt, men vissa lyktor har antingen en icke-symmetrisk täckning eller så är täckningen helt cirkulär.
En annan viktig faktor är att det skall vara så litet ströljus från extraljusen som möjligt - de skall inte belysa vägen nära fordonet och inte heller alla kraftledningar och broar 25 meter framför fordonet utan ljuset skall riktas långt fram så att faror och hinder upptäcks i god tid.

## Referenstal
Extraljus använder ett värde som kallas för Referenstal. Detta referenstal anger maximal ljusstyrka för en viss lykta. Anges inget referenstal för en lykta kan man anta att värdet är 20. Referenstalet används i vissa länder för att bestämma vilken typ och antal av extraljus som får monteras. Ofta inkluderas även referenstalet för befintliga helljusstrålkastare i beräkningen.

## Ströljus
Ströljus är ljus som inte är önskvärt. Dels så är det förlorat ljus som skulle kunna lysa upp vägen och omgivningen bättre där det är önskvärt, och dels så kan det störa genom att lysa upp oönskade delar så att sikten försämras. En liten mängd ströljus på vägen nära bilen kan försämra ögats förmåga att se svagare upplysta föremål på långt håll - som älgar.